# Бакорин
Ба́корин — село в Україні, у Острожецькій сільській громаді Дубенського району Рівненської області. Населення становить 62 осіб.

## Географія
Село розташоване на лівому березі річки Осинище. Село розташоване за 4 км від Певжі.

## Історія
У 1906 році село Малинської волості Дубенського повіту Волинської губернії. Відстань від повітового міста 41 верст, від волості 7. Дворів 34, мешканців 301.
7 (20) листопада 1917 року, відповідно до Третього Універсалу Української Центральної Ради, увійшло до складу Української Народної Республіки.
До 2016 у складі Певжівської сільської ради.
12 червня 2020 року, відповідно до розпорядження Кабінету Міністрів України № 722-р від «Про визначення адміністративних центрів та затвердження територій територіальних громад Рівненської області», увійшло до складу Острожецької сільської громади.
19 липня 2020 року, в результаті адміністративно-територіальної реформи та ліквідації Млинівського району, село увійшло до складу Дубенського району.

## Назва
Науковець Я. О. Пура стверджує, що назва села має декілька похідних значень. Зокрема, можна порівняти назву із арабським bokaч (велика рогата худоба). Цілком можливо, що основою були старо-українські слова бака (балакун, оповідач), бакать (балакати, розмовляти). Є і чеський варіант bakati (сварити, нацьковувати), білоруський акаць (теревенити, повільно говорити, запинаючись читати), польський bakaж (гукати, звати, лаяти).

## Сьогодення
В селі Бакорин є церква в ім'я св. великомучениці Параскеви, котру називають П'ятницею.
Збудована в 1876 році коштом парафіян, а на влаштування іконостасу виділено в 1878 році зі скарбниці 1650 рублів.
Копії метричних книг зберігаються з 1778 року (з того ж року в Бакоринській церкві згаданий священик Григорій Туркевич).
Престольний празник у селі — Вознесіння Господнє.
Об'єктів соціально-культурного призначення в селі немає.
Населення переважно пенсійного віку.

## Населення

### Мова
Розподіл населення за рідною мовою за даними перепису 2001 року:
| Мова       | Кількість | Відсоток |
| ---------- | --------- | -------- |
| українська | 102       | 99.03%   |
| російська  | 1         | 0.97%    |
| Усього     | 103       | 100%     |